# 仙山隧道

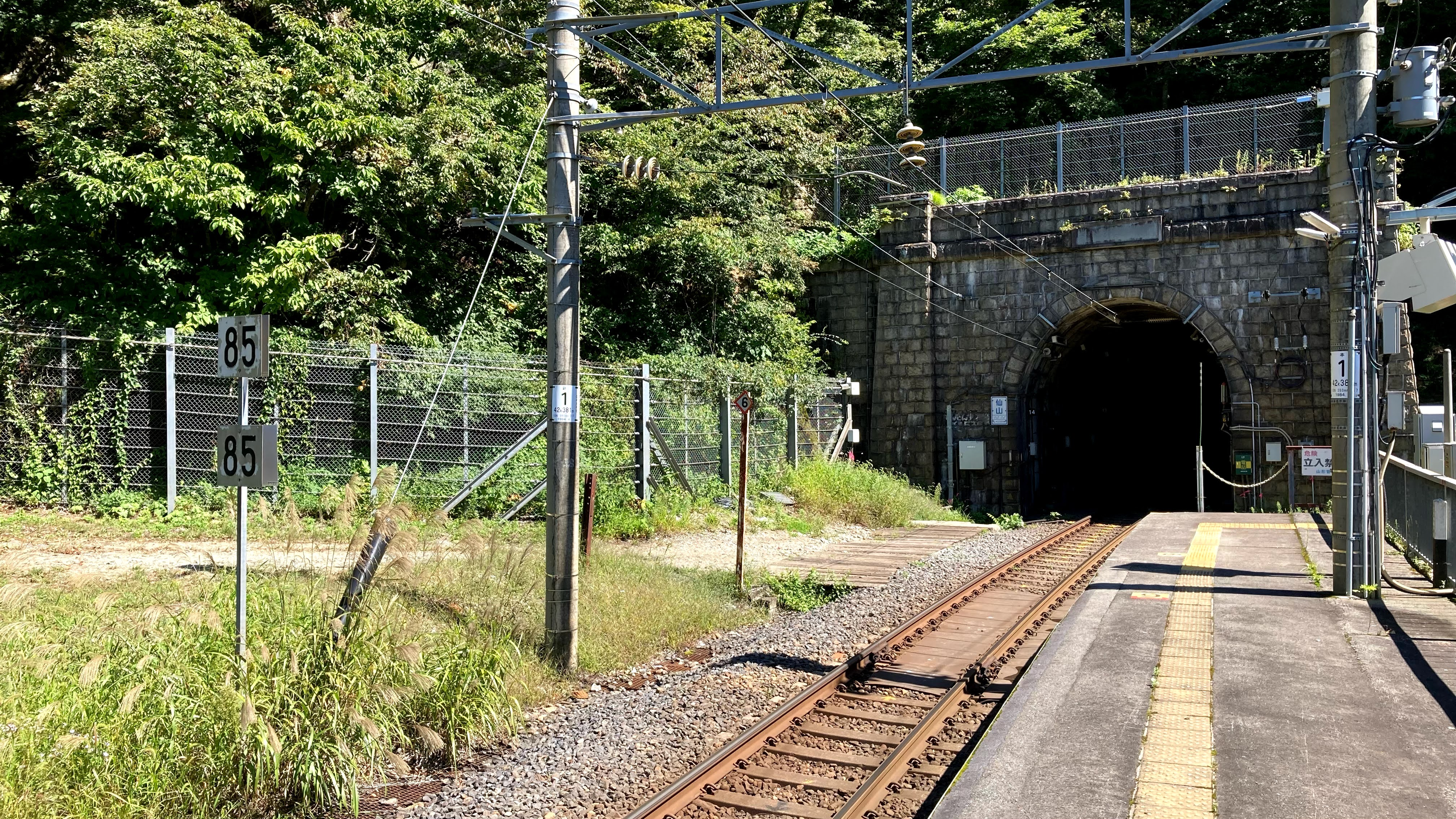

仙山隧道（日語：仙山トンネル），又稱「面白山隧道」（日語：面白山トンネル），是東日本旅客鐵路（JR東日本）仙山線的一條隧道，也是全線最長的，位於奧新川站至面白山高原站之間。該隧道位於宮城縣仙台市及山形縣山形市之間，全長5,361米，高約440米，於1937年正式貫通。
隧道的建造工程共計有50多萬人參與，並採用了當時的先進技術，每天能推進五米，由動工至貫通僅需兩年多的時間。在選址方面，計有穿越奧羽山脈或經過南部的笹谷峠，合計兩個方案，並最終選擇了前者。在隧道啟用時，它是繼當時的上越線清水隧道及東海道本線丹那隧道後，全日本第三長的鐵路隧道。施工期間有6人殉職，完工後在東口設有紀念碑。
在啟用後不久，隧道內加建了電纜，供電氣化列車使用，經隧道列車的時速設定為85公里，需時四分鐘方能通過隧道。由於隧道屬單線設計，因此距離面白山高原站約1公里的隧道內設有面白山號誌站，並設有避車處，以協調相反方向行駛的列車。